# Much Brass
Much Brass è il quinto album discografico della discografia da solista di Nat Adderley (a nome Nat Adderley Sextet), pubblicato dall'etichetta Riverside Records nell'agosto del 1959.

## Tracce
Lato A
1. Blue Concept – 7:37 (Gigi Gryce) – Registrato il 23 marzo 1959 a New York City
2. Little Miss – 4:28 (Duke Pearson) – Registrato il 23 e 27 marzo 1959 a New York City
3. Israel – 3:53 (John Carisi)
4. What Next? – 3:20 (Duke Pearson) – Registrato il 23 e 27 marzo 1959 a New York City

Durata totale: 19:18
Lato B
1. Moving – 5:03 (Slide Hampton) – Registrato il 23 e 27 marzo 1959 a New York City
2. Blue Brass Groove – 5:39 (Nat Adderley) – Registrato il 23 e 27 marzo 1959 a New York City
3. Accents – 5:40 (Slide Hampton) – Registrato il 23 e 27 marzo 1959 a New York City
4. Sometimes I Feel Like a Motherless Child – 4:06 (Tradizionale) – Registrato il 23 e 27 marzo 1959 a New York City

Durata totale: 20:28

## Musicisti
Blue Concept
- Nat Adderley - cornetta
- Slide Hampton - tuba
- Wynton Kelly - pianoforte
- Sam Jones - violoncello
- Laymon Jackson - contrabbasso
- Albert Heath - batteria

Little Miss / Israel / What Next? / Moving / Blue Brass Groove / Accents / Sometimes I Feel Like a Motherless Child
- Nat Adderley - cornetta
- Slide Hampton - trombone (eccetto nei brani: Blue Brass Groove e Sometimes I Feel Like a Motherless Child)
- Laymon Jackson - tuba
- Wynton Kelly - pianoforte
- Sam Jones - contrabbasso
- Albert Heath - batteria